# Pompeu de Quintana i Serra
Pompeu de Quintana i Serra (Torroella de Montgrí, 1858 - Torroella de Montgrí, 1939) fou un advocat i polític català, diputat a les Corts Espanyoles durant la restauració borbònica.

## Biografia
Era fill d'Albert de Quintana i Combis i pare del polític d'ERC Albert de Quintana i de León. Va estar uns anys a Cuba amb el seu pare, on es casà el 1889 amb Flora de León y Dorticós, neboda del capità general de l'illa. Fou elegit diputat del Partit Conservador pel districte de Torroella de Montgrí a les eleccions generals espanyoles de 1893 i 1896. El 1897 exercí com a advocat a Girona.